# Heteroacanthocephalus peltorhamphi
Heteroacanthocephalus peltorhamphi är en hakmaskart som först beskrevs av Bayliss 1944.  Heteroacanthocephalus peltorhamphi ingår i släktet Heteroacanthocephalus och familjen Heteracanthocephalidae. Inga underarter finns listade i Catalogue of Life.